# Khanià
La Canea (en italià: la Canea), més coneguda per la seva transcripció Khanià (en grec: Χανιά, AFI [xa'njá] o [xa'ɲá]), és la segona ciutat més gran de l'illa de Creta, a la costa nord de l'illa, a uns 70 km a l'oest de Réthimno i a 145 km a l'oest d'Iràklio. És la capital de la prefectura de Khanià i de l'antiga província de Kidonia.
És la capital històrica de l'illa, d'ençà de l'època veneciana i fins a 1971, quan fou desplaçada a Iràklio. Es correspon amb l'antiga ciutat de Cidònia (grec antic: Κυδωνία, llatí: Cydonia). La ciutat té aeroport internacional (codi IATA CHQ), anomenat en honor de l'heroi esfaquiota Daskalogiannis.

## Història

### Edat antiga
Els orígens de la ciutat es troben en un antic assentament minoic el nom del qual ja apareix a les tauletes de Cnossos en linear B com a ku-do-ni-ja, 'Cidònia'. L'assentament minoic es desenvolupà, cap al final de l'edat del bronze i començament de l'edat del ferro, com una important ciutat estat en la Grècia clàssica, tot estenent les seves fronteres de la badia de Cidònia fins al peu de les Muntanyes Blanques. En època arcaica, la ciutat és prou important per aparèixer en L'Odissea d'Homer. Cidònia era constantment en guerra amb altres ciutats estat, com Abdera, Falasarna i Polirrènia; àdhuc amb la mateixa Egina, que commemorà una victòria contra Cidònia al temple d'Afea. El 69 aC, el cònsol romà Metel va vèncer els cretencs i conquerí Cidònia, a qui va concedir els privilegis d'una ciutat estat independent, amb dret a moneda pròpia.
A l'antiguitat, el territori de Cidònia era molt productiu en codonys, que eren una exportació molt important. Per aquest motiu, el nom de la ciutat es popularitzà per referir-se al nom de la fruita (Cydoneum > cudoneo > codonio > codony). En el dòric cretenc, el codony rebia el nom de κοδύμαλον (kodýmalon).

### Edat mitjana
Els primers anys de domini romà d'Orient no estan força documentats. El 824 els sarraïns d'origen andalusí ocuparen l'illa; fou recuperada per Nicèfor Focas, pels romans d'Orient, el 921 i fortificada per evitar que tornés sota possessió enemiga. Durant el període àrab, la ciutat fou anomenada Al-Hanim ('la posada'), nom que passà al grec Χανιά (Khanià) i que substituí el de Cidònia.
Després de la Quarta Croada i el desmantellament de l'Imperi Romà d'Orient el 1204, Creta fou cedida a Bonifaci I de Montferrat, que posteriorment va vendre l'illa als venecians, que l'anomenaren la Canea (del Χανιά). El 1252 la República de Venècia aconsegueix sotmetre tota l'illa, però el 1263 els genovesos, amb el suport de la població, prenen la Canea ajudats pel comte de Malta, Henrico Pescatore; controlen la ciutat fins al 1285, any en què és reconquerida pels venecians. La Canea es converteix llavors en la seu administrativa de la regió i centre de comerç. Els contactes amb els venecians afavoreixen els intercanvis entre totes dues cultures, i s'hi construeixen importants fortificacions entorn de la ciutat que li atorguen la forma actual.
Tanmateix, els murs no varen impedir que els otomans entressin a la ciutat després de només dos mesos de setge; el 17 d'agost del 1645 capturaren la Canea, que anomenaren Hanya (del grec Χανιά). Els turcs perderen molts soldats durant aquest setge: el comandant de l'exèrcit turc fou executat en tornar al seu país per haver perdut prop de 40.000 soldats.

### Edat moderna
La majoria de les esglésies són transformades en mesquites i les riqueses de la ciutat són saquejades. Els turcs s'instal·len principalment als barris situats a l'est de la ciutat, Kastel·li i Splantsia, on converteixen l'església dominicana de Sant Nicolau en la mesquita d'Huguiar Tzamissi. Hi construeixen també noves mesquites, com la mesquita Kiutsuk Hassan Tzamissi, davant de la porta dels banys públics.
El 1821, després de l'aixecament nacional grec contra l'Imperi Otomà molts cretencs són assassinats, àdhuc l'arquebisbe de Kíssamos, penjat d'un arbre.
Elevthérios Venizelos, nascut a Murniés, prop de Khanià, és un dels que lideraven l'aixecament contra els turcs, i arribà a convertir-se en un dels ministres més importants de Grècia. La seva tomba es troba al cim d'un pujol prop de Khanià. El 1898, quan es fan els primers passos envers la independència i la unió amb Grècia, les grans potències fan de Khanià la capital d'un estat cretenc semiautònom, amb el príncep Jordi I de Grècia al capdavant. Les ambaixades i consolats neoclàssics del barri d'Aleppo daten d'aquest període.
El 1971 Iràklio desplaça Khanià com a capital de l'illa.

## Galeria

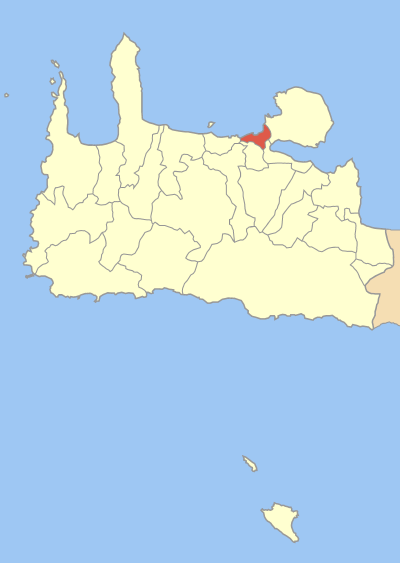
El municipi de Khanià a la prefectura de Khanià
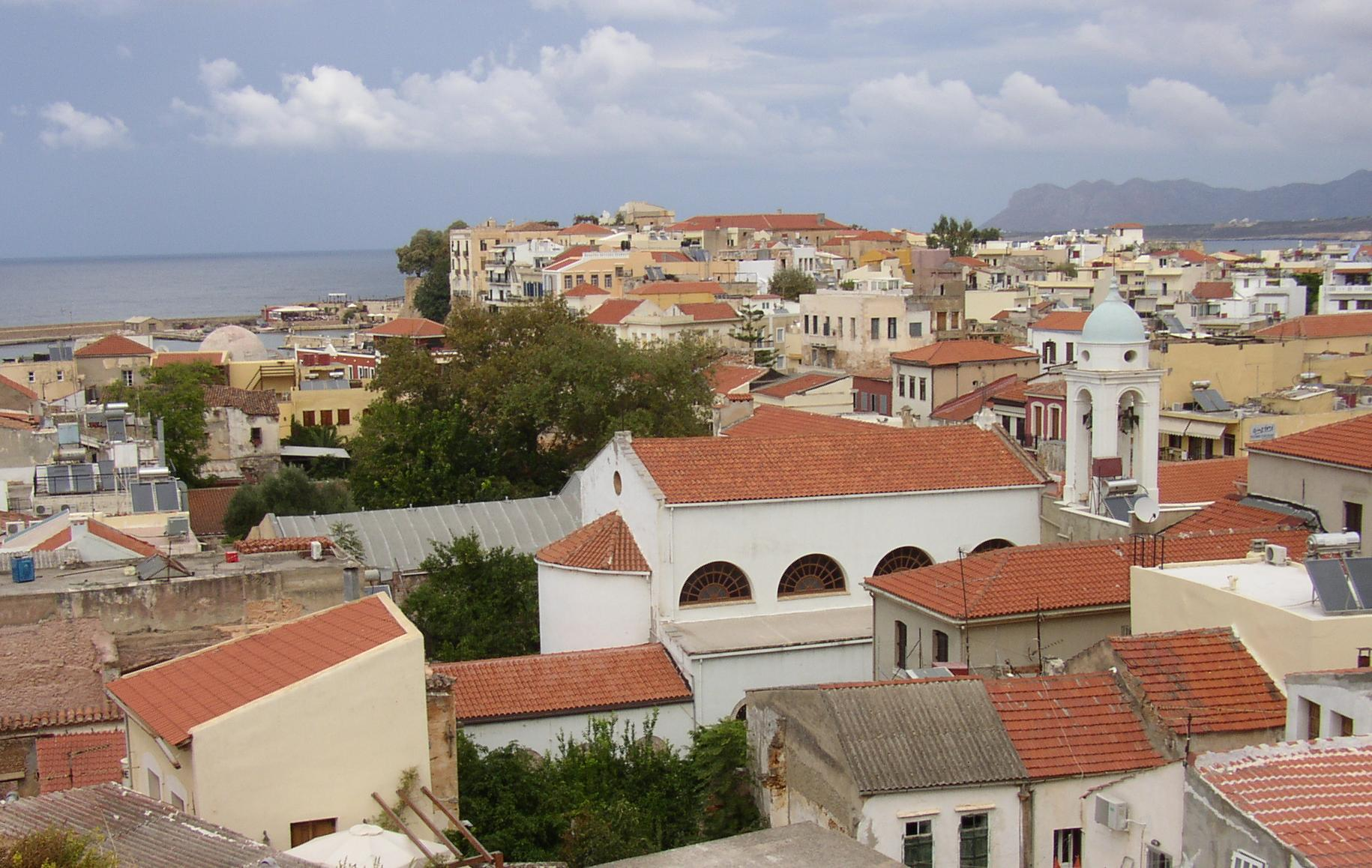
Kastel·li
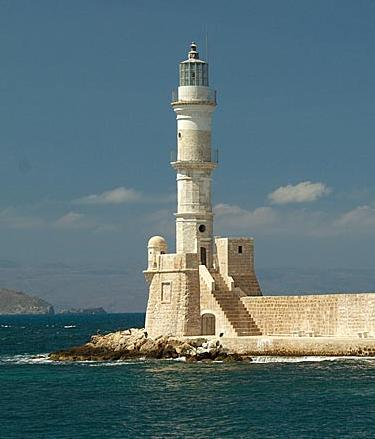
L'antic far venecià a l'entrada del port vell de Khanià
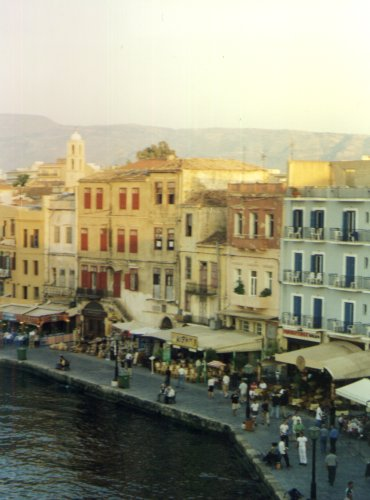
Barri venecià
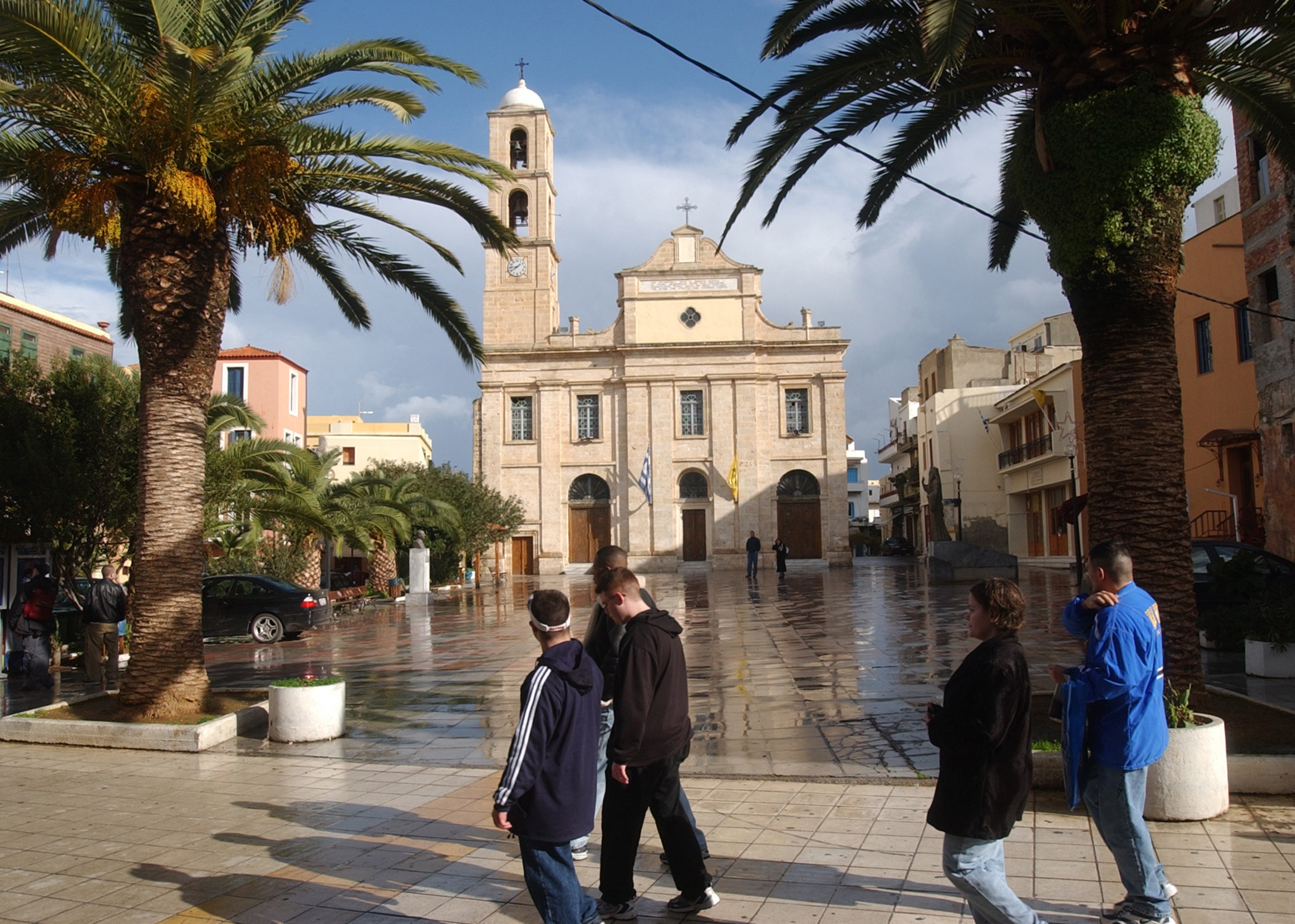
La catedral
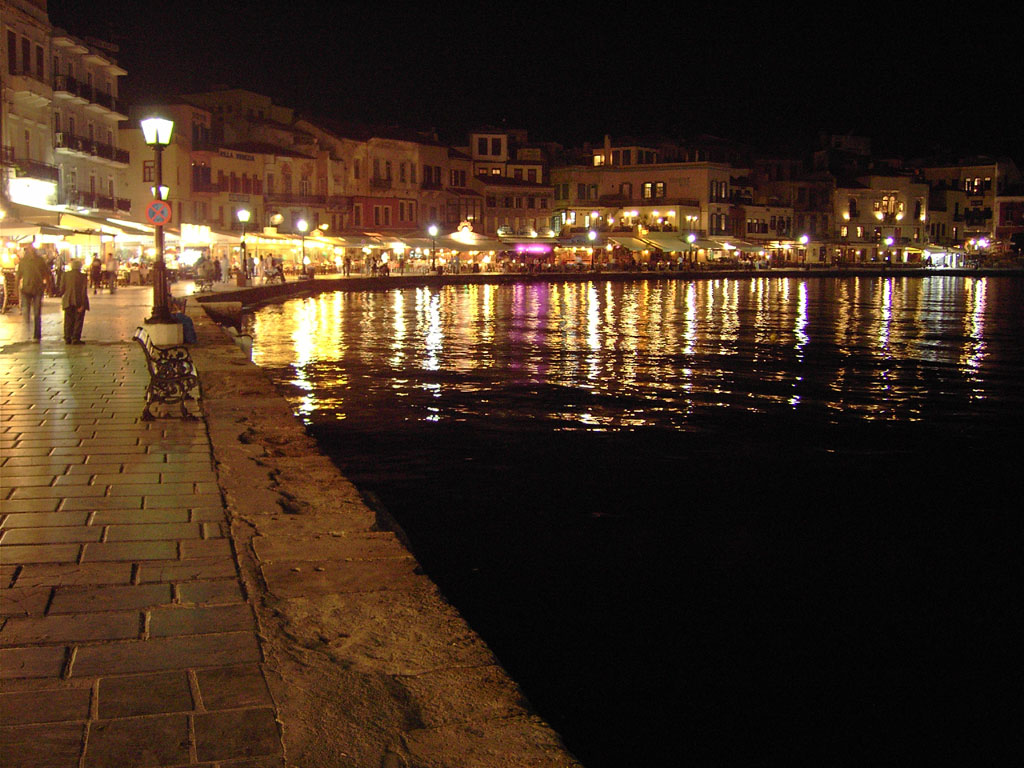
El port de Khanià de nit